# Kakemono
Kakemono (jap. 掛け物 kake-mono; także: kakejiku, 掛軸 lub 掛け軸 kake-jiku) – japoński obraz malowany na papierze lub jedwabiu, przedstawiający także kaligrafię, naklejany na jedwab lub brokat, przeznaczony do zawieszenia na ścianie. Górna i dolna krawędź kakemono są mocowane do drewnianych drążków ułatwiających jego zwijanie.

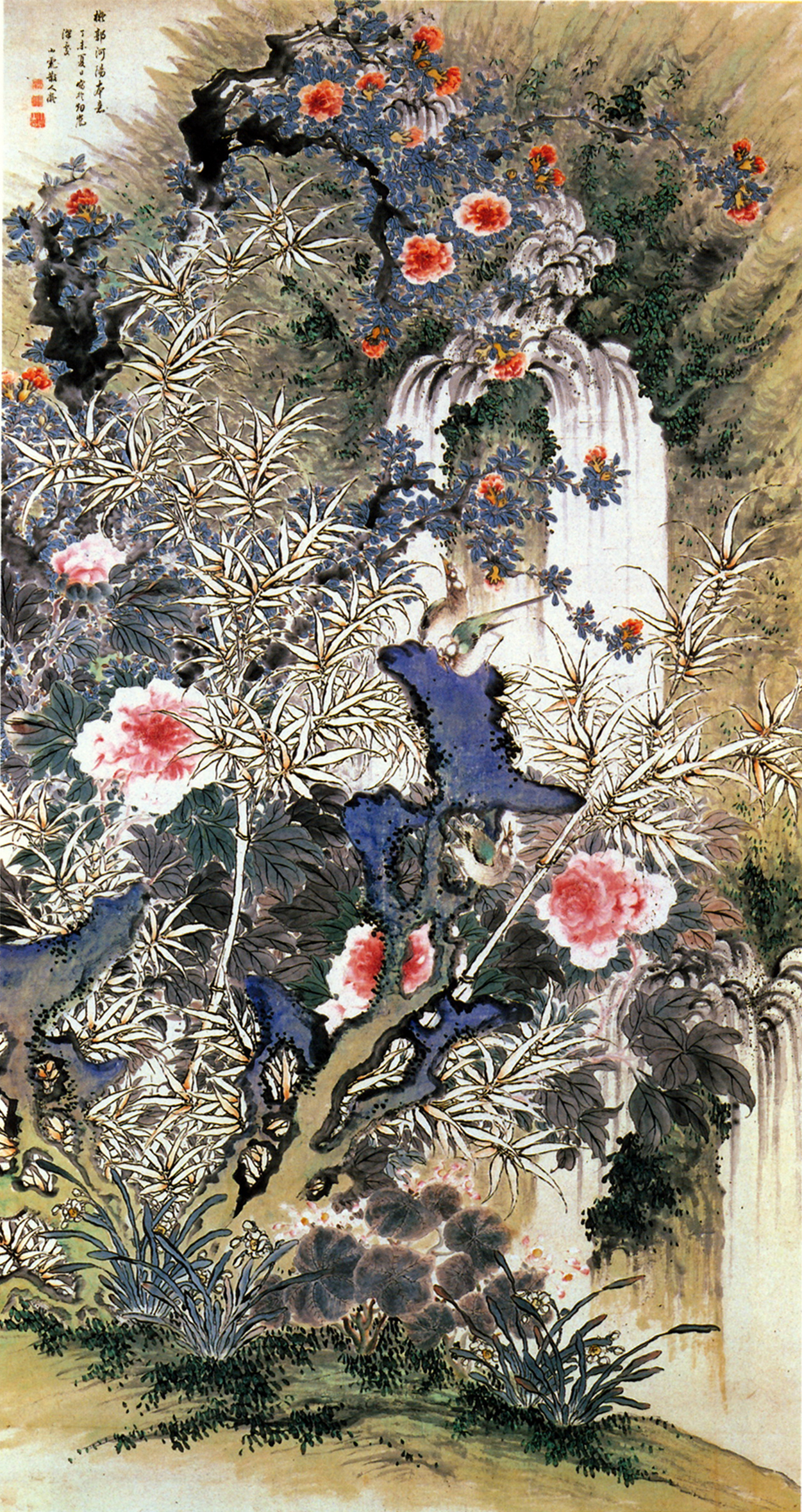
Ptaki wśród kwiatów, Chokunyū Tanomura (1814-1907), kakemono na papierze (1847), Muzeum Sztuki Nowoczesnej w Shiga

Kakemono jest obowiązkowym elementem dekoracyjnym pomieszczenia (chashitsu) przeznaczonego do ceremonii picia herbaty (chanoyu) i częstym w ryokanach. Jest ono umieszczane w specjalnej wnęce o nazwie tokonoma, włącznie z odpowiednio dobranymi kwiatami (chabana) w wazonie hana-ire.  

## Galeria

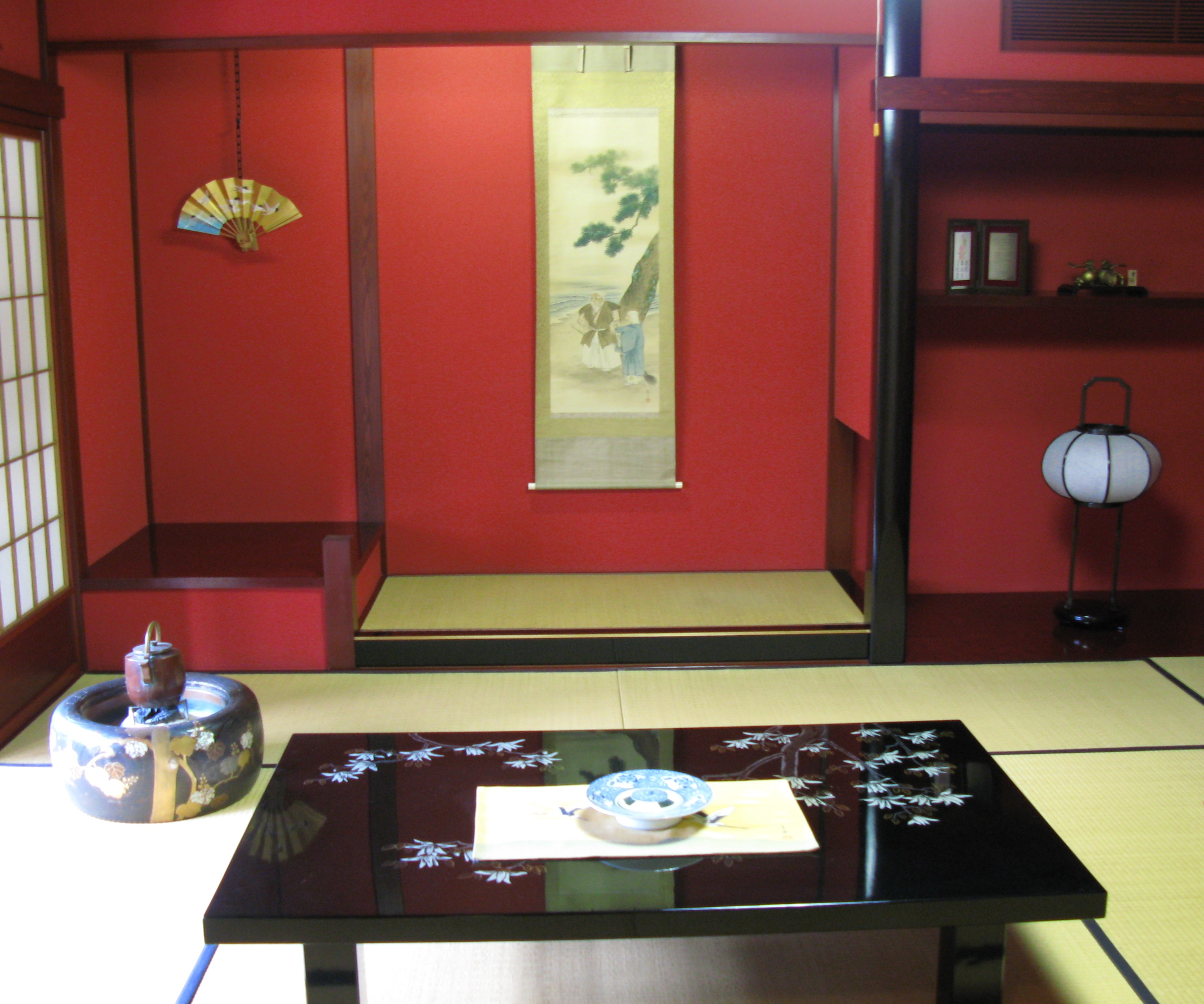
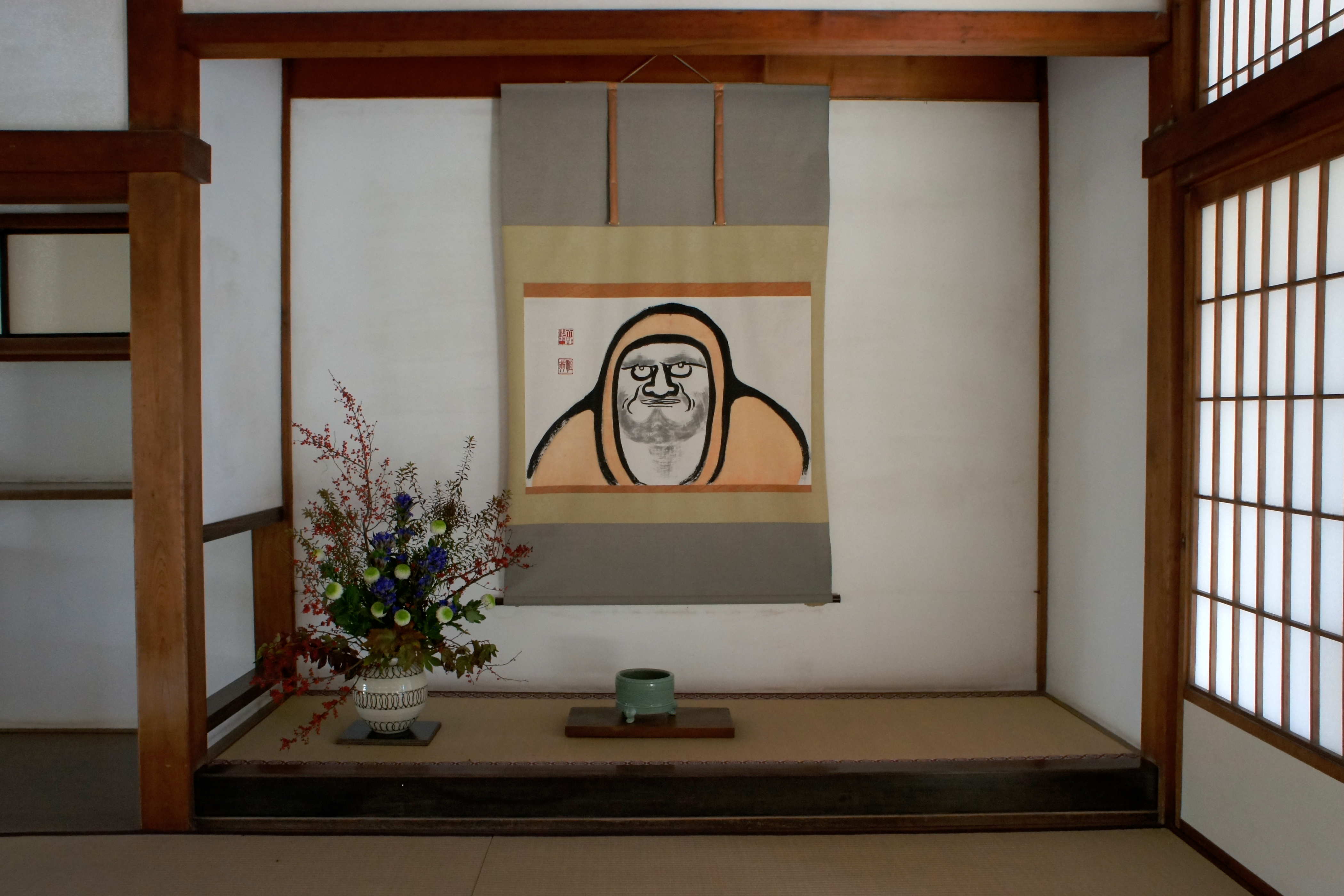
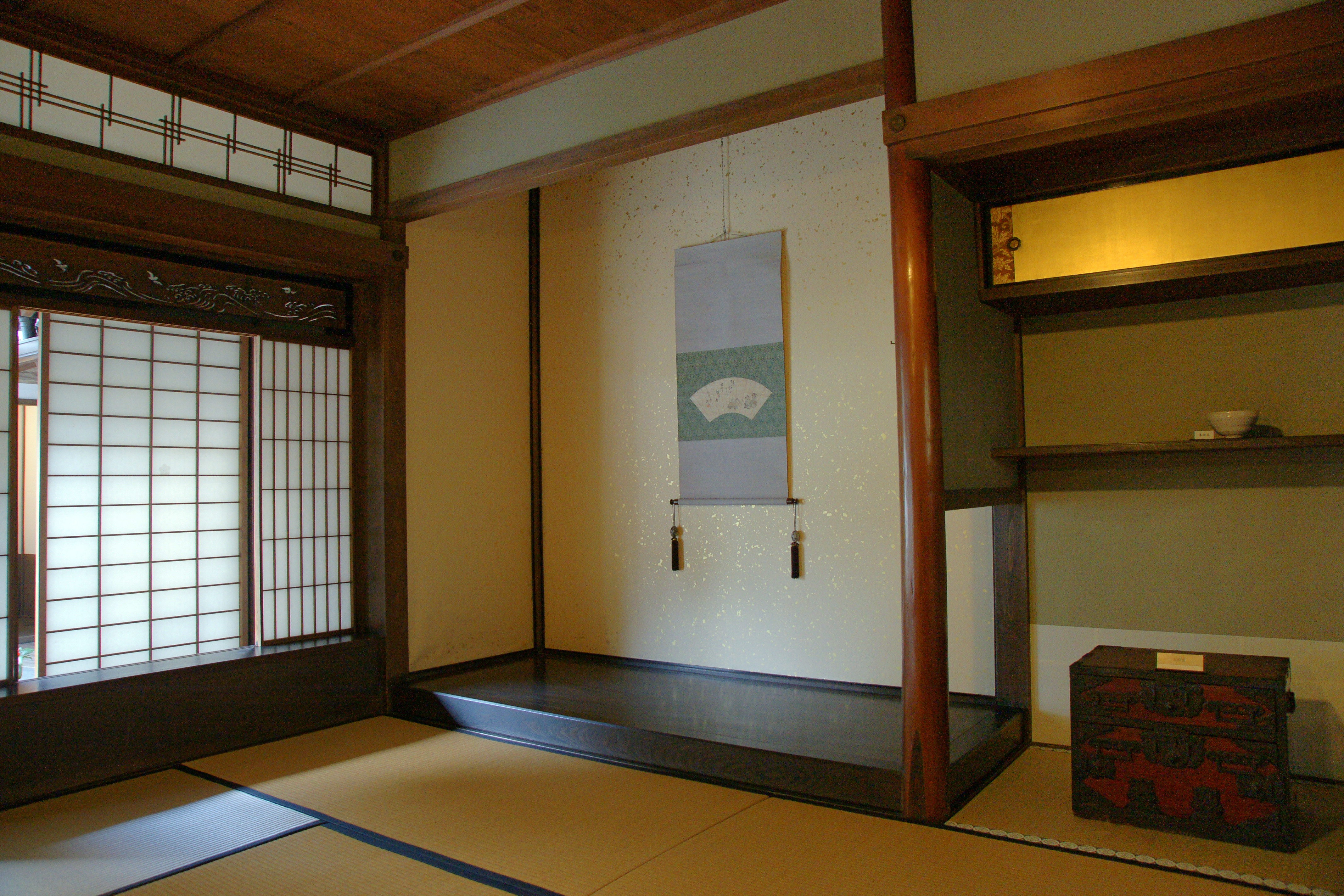
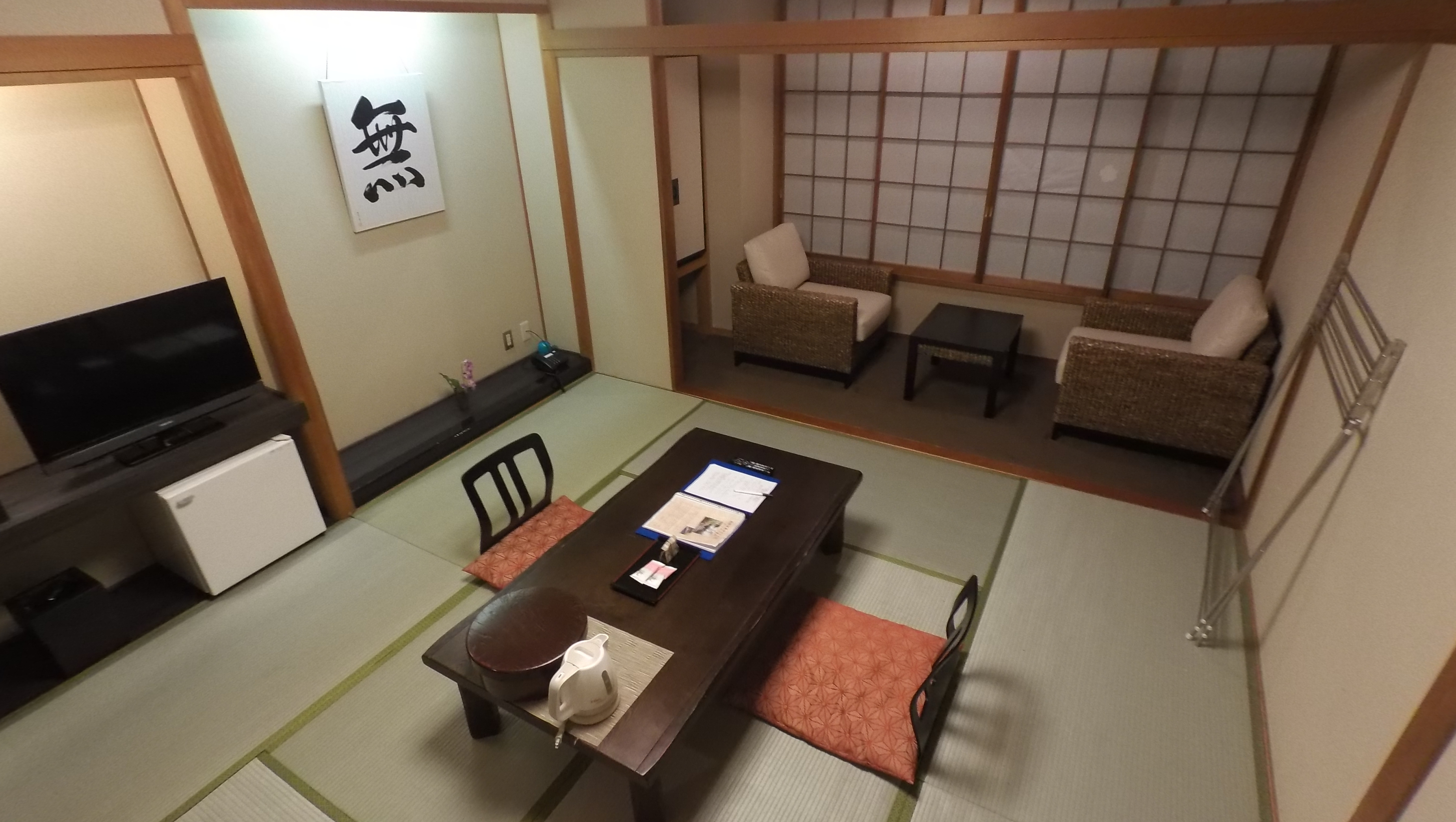